# Kebirita
Kebirita là một chi thực vật có hoa trong họ Đậu.